# Republika nadziei
Republika nadziei – polski film historyczny z 1988 roku, opowiadający o powstaniu Republiki Ostrowskiej.
Jest to wersja kinowa serialu Telewizji Polskiej Republika Ostrowska (1986).
Zdjęcia realizowano w Ostrowie Wielkopolskim, Kaliszu, Gołuchowie, Pleszewie, Russowie i Sobótce.

## Obsada
- Andrzej Szczytko jako Feliks Krogulecki
- Jolanta Grusznic jako Kornelia Biniewska - von Zwirner
- Zbigniew Bogdański jako Beck, dyrektor gimnazjum
- Ryszard Dembiński jako mecenas Nepomucen Wodniczak, ojciec Edwarda
- Jerzy Kamas jako redaktor Stefan Rowiński
- Leon Niemczyk jako wizytator Jost
- Michał Pawlicki jako profesor Schaps
- Czesław Wołłejko jako poseł Wojciech Lipski, członek Rady Ludowej
- Bogusław Augustyn jako Włodzimierz Lewandowski
- Jacek Guziński jako Filip Krogulecki, brat Feliksa
- Jan Jankowski jako Florian Krogulecki, brat Feliksa
- Bogdan Kochanowski jako Wiktor Urbaniak
- Tomasz Mędrzak jako Edward Wodniczak
- Krzysztof Milkowski jako Oskar von Wedow
- Barbara Brylska jako pani Wodniczakowa, matka Edwarda
- Alicja Jachiewicz jako Kazimiera Rowińska
- Bożena Miller-Małecka jako Bogusia Wodniczakówna, siostra Edwarda
- Zdzisław Kozień jako hrabia Bogdan Szembek, komendant Straży Obywatelskiej
- Gustaw Kron jako mecenas Lange-Wnukowski, członek Rady Ludowej
- Eugeniusz Kujawski jako profesor Kurzezunge
- Witold Skaruch jako profesor Ziegert
- Czesław Jaroszyński jako doktor Aleksander Dubiski, przewodniczący Rady Ludowej
- Stefan Paska jako Mertka, woźny w gimnazjum, potem kolejarz
- Tomasz Zaliwski jako Walerian Krogulecki